# Вольное (Макаровский район)
Вольное (укр. Вільне) — село, входит в Макаровский район Киевской области Украины.
Население по переписи 2001 года составляло 759 человек. Почтовый индекс — 08055. Телефонный код — 4578. Занимает площадь 0,301 км². Код КОАТУУ — 3222781501.

## Местный совет
с. Вільне, вул. Ілліча, 49а  (укр.)